# Namourette

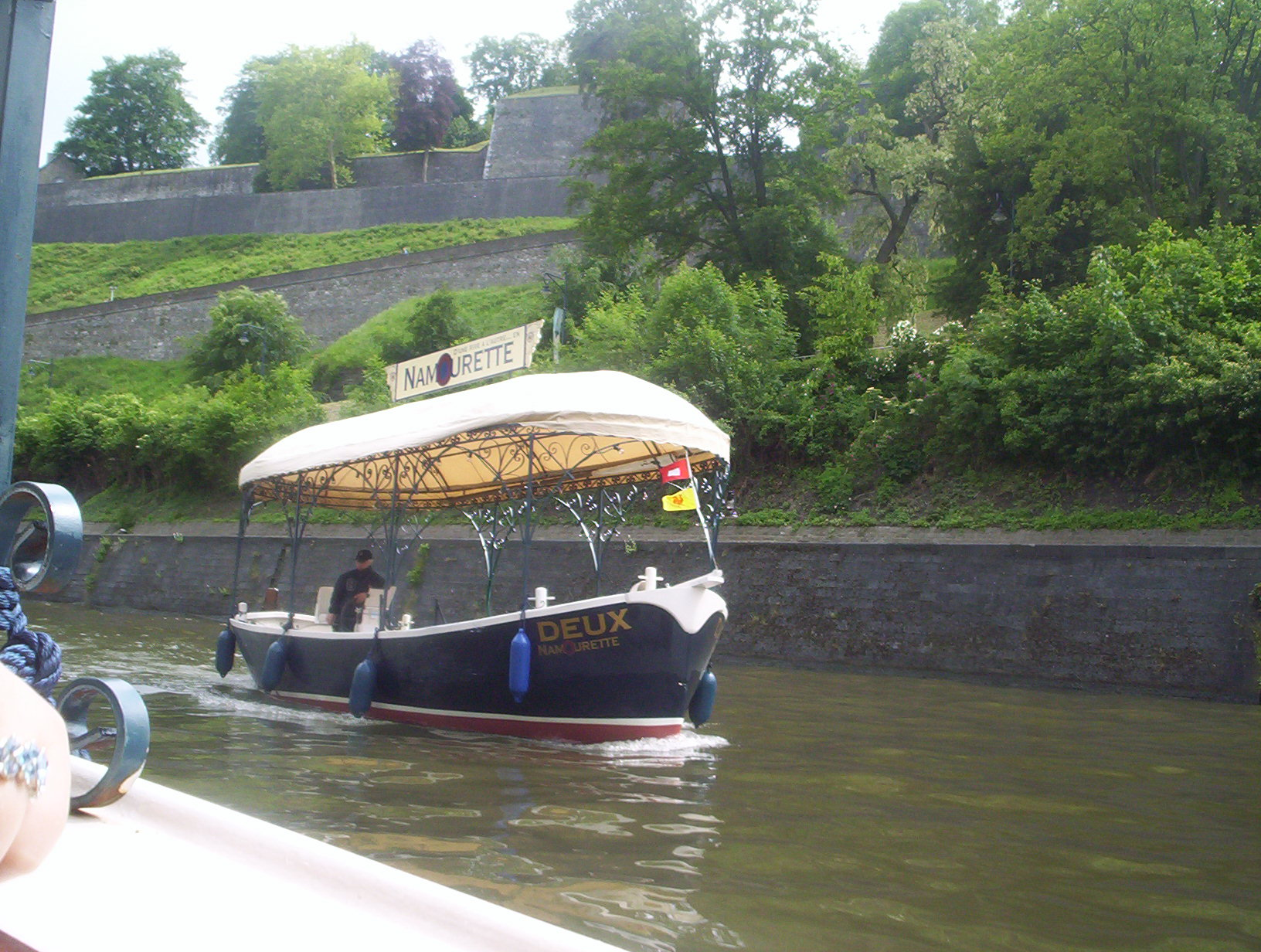
Een namourette op de Samber

De namourette is een passagiersbootje dat op de Samber en Maas vaart tussen Jambes en Salzinnes in de Belgische stad Namen. Het kan 12 personen vervoeren.
De bootjes werden in 2004 in het kader van het mobiliteitsplan van de stad Namen in gebruik genomen, om de fijnmazigheid van het openbaar vervoer te verhogen en het autogebruik in het centrum te doen dalen. Er werd gestart met één vaartuig, in 2006 werd het aantal verhoogd tot het huidige aantal van drie. De stad denkt eraan het netwerk verder uit te breiden. De naam namourette verwijst naar de stad waar ze gebruikt worden, Namur (Namen).
De bootjes hebben vijf halteplaatsen:
- Jambes (port de plaisance)
- Joséphine-Charlotte (Onder de pont des Ardennes)
- Namen (Halle al'Chair)
- Evêché (quai des Joghiers)
- Salzinnes (rond punt van Falmagne)